# 최면전문의
《최면전문의》(스웨덴어: Hypnotisören)는 2012년 공개된 스웨덴의 범죄 영화이다.

## 출연

### 주연
- 미카엘 페르스브란트
- 레나 올린
- 토비아스 질리아쿠스

### 조연
- 헬레나 아프 산데베리
- 에바 멜란데르
- 안나 아즈카라테